# Afrosepsis sublateralis
Afrosepsis sublateralis är en tvåvingeart som först beskrevs av Vanschuytbroeck 1962.  Afrosepsis sublateralis ingår i släktet Afrosepsis och familjen svängflugor.
Artens utbredningsområde är Tanzania. Inga underarter finns listade i Catalogue of Life.